# Leuenbergeria lychnidiflora
Leuenbergeria lychnidiflora (DC.) Lodé è una pianta della famiglia Cactaceae, conosciuta anche con il nome di arbol del matrimonio.

## Distribuzione e habitat
La specie è diffusa in Messico meridionale (Guerrero, Oaxaca), Guatemala, Costa Rica, El Salvador, Honduras, Nicaragua e Panama.
Cresce dal livello del mare sino a 1.200 m di altitudine.

## Riferimenti nella cultura dell'uomo
- La linfa dell’arbol del matrimonio, è, secondo una leggenda Navajo, un espediente per uccidere uno Skinwalker: va spalmata su un medaglione d'argento da appoggiare sul cuore della creatura.
- L'arbol del matrimonio viene citato anche in un libro dello scrittore Manuel Lozoya Cigarroa: ne parla come di una pianta, secondo il folklore popolare, alla cui ombra due persone che si incontrano sono prossime al matrimonio (da cui deriva, quindi, il nome comune della pianta):

(da M. L. Cigarroa, Le leggende e la storia della vecchia Durango, non datata)